# Сугокліївська сільська рада
| Сугокліївська сільська рада — колишній орган місцевого самоврядування у Бобринецькому районі Кіровоградської області з адміністративним центром у с. Сугокліївка. Сільській раді підпорядковані населені пункти: - с. Сугокліївка - с. Борисівка - с. Мюдівка - с-ще Южне |

## Склад ради
Рада складається з 12 депутатів та голови.

### Керівний склад ради
| ПІБ                        | Основні відомості                                                                                         | Дата обрання | Дата звільнення |
| -------------------------- | --- | ------------ | --------------- |
| Мартиненко Любов Петрівна  | Сільський голова, 1953 року народження, освіта, позапартійна                                              | 26.03.2006   | 31.10.2010      |
| Алеян Тетяна Володимирівна | Сільський голова, 1959 року народження, освіта середня спеціальна, Всеукраїнське об'єднання 'Батьківщина' | 31.10.2010   |                 |

Примітка: таблиця складена за даними джерела

## Населення
Згідно з переписом УРСР 1989 року чисельність наявного населення сільської ради становила 791 особа, з яких 366 чоловіків та 425 жінок.
За переписом населення України 2001 року в сільській раді мешкало 658 осіб.

### Мова
Розподіл населення за рідною мовою за даними перепису 2001 року:
| Мова       | Відсоток |
| ---------- | -------- |
| українська | 91,52 %  |
| російська  | 5,45 %   |
| молдовська | 1,21 %   |
| білоруська | 1,06 %   |
| болгарська | 0,30 %   |
| вірменська | 0,30 %   |
| гагаузька  | 0,15 %   |